# Jan-Christoph Hauschild
Jan-Christoph Hauschild (* 25. Oktober 1955 in Leinsweiler/Pfalz) ist ein deutscher Literaturwissenschaftler und Publizist.

## Leben
Hauschilds Vater Dieter Hauschild (1922–1985) war gelernter Konditor, Travenliebhaber und Autor von Westernromanen. Hauschilds Mutter Liselotte war Volksschullehrerin.
Hauschild absolvierte an der Universität Düsseldorf ein Studium der Germanistik, Geschichte und Erziehungswissenschaft, das er 1984 mit einer Doktorarbeit bei Manfred Windfuhr über den Dichter Georg Büchner abschloss. Von 1980 bis 1986 war er Mitredakteur der historisch-kritischen Düsseldorfer Heine-Ausgabe, von 1986 bis 1990 Lehrbeauftragter am Germanistischen Seminar der Düsseldorfer Heinrich-Heine-Universität und von 1984 bis 2021 (im 50%-Angestelltenverhältnis) wissenschaftlicher Mitarbeiter am Heinrich-Heine-Institut.
Bei Nachforschungen im Rahmen seiner Dissertation gelangen Hauschild zwischen 1980 und 1984 wichtige Quellenfunde zu Büchners Leben, Werk und Wirkung. Danach widmete er sich den Biografien von Heinrich Heine, Heiner Müller und B. Traven. Seit 1993 arbeitet er zusammen mit Michael Werner an der Edition sämtlicher Lebenszeugnisse (Begegnungen, Dokumente und Berichte) von Heinrich Heine. Aufsätze, Interpretationen und Satiren Hauschilds sind u. a. in der Frankfurter Allgemeinen Zeitung, dem Bayernkurier und der jungen Welt erschienen.

## Stipendien
Arbeitsstipendien des Kultusministers des Landes NRW und der Stiftung Kunst und Kultur des Landes NRW für Georg Büchner. Biographie (Stuttgart: Metzler Verlag 1993);
Arbeitsstipendium der Stiftung Kunst und Kultur des Landes NRW für Der Zweck des Lebens ist das Leben selbst. Heinrich Heine. Eine Biographie (Köln: Verlag Kiepenheuer & Witsch 1997);
Arbeitsstipendium des Deutschen Literaturfonds Darmstadt für Karrenzien. Berichte von der Heimatfront (München: Drei Masken Verlag 2004);
Arbeitsstipendium der Kunststiftung NRW für B. Traven – Die unbekannten Jahre (Zürich: Edition Voldemeer 2012);
Arbeitsstipendium der Kunststiftung NRW für Das Phantom. Die fünf Leben des B. Traven. Edition Tiamat, Berlin 2018.

## Werke
- Georg Büchner. Studien und neue Quellen zu Leben, Werk und Wirkung. Athenäum Verlag, Königstein i. Ts. 1985, ISBN 3-7610-8315-7.
- Die kleine Welt des Alltags und das Universum der Zahlen. Ludwig Kunze 1805–1890. Eine soziale Biographie. Mit Textzeugnissen und Bilddokumenten. Verlag Jürgen Häusser, Darmstadt 1990, ISBN 3-927902-42-X.
- Georg Büchner. Biographie. Metzler Verlag, Stuttgart 1993, ISBN 3-476-00925-4.
- Grenzgänger. Der Schriftsteller Werner Steinberg. Verlag Jürgen Häusser, Darmstadt 1993, ISBN 3-927902-77-2.
- mit Michael Werner: Der Zweck des Lebens ist das Leben selbst. Heinrich Heine. Eine Biographie. Kiepenheuer & Witsch, Köln 1997 (aktualisierte Neuausgabe: Zweitausendeins, 2005, ISBN 3-86150-739-0).
- Heiner Müller oder Das Prinzip Zweifel. Eine Biografie. Aufbau Verlag, Berlin 2001, ISBN 3-351-02516-5.
- mit Babette Dorn (Hrsg.): Das Heine Liederbuch. Noten – Texte – Kommentare. Hoffmann und Campe Verlag, Hamburg 2005, ISBN 3-455-03032-7.
- B. Traven – Die unbekannten Jahre. Edition Voldemeer, Zürich / Springer, Wien / New York 2012, ISBN 978-3-7091-1154-3.
- Das Phantom. Die fünf Leben des B. Traven. Edition Tiamat, Berlin 2018, ISBN 978-3-89320-233-1.